# Cremastus coriaceus
Cremastus coriaceus là một loài tò vò trong họ Ichneumonidae.